# Philipp Horn
Philipp Horn (* 8. November 1994 in Arnstadt) ist ein deutscher Biathlet. Er gewann bei den Weltmeisterschaften 2020 und 2025 Bronze mit der deutschen Staffel.

## Biografie
Im Alter von vier Jahren stand Horn erstmals auf Langlaufskiern. Mit elf wechselte er zum Biathlon. Nach Erlangung des Abiturs am Sportgymnasium Oberhof im Jahr 2014 trat er der Sportfördergruppe der Bundeswehr bei.
Erste Erfolge im Biathlon erreichte er mit dem Vizeweltmeistertitel in der Staffel bei den Biathlon-Jugendweltmeisterschaften 2013 in Obertilliach und den Gesamtsiegen im Deutschlandpokal 2014 und 2015 sowie im Alpencup 2014.
Nach einem 17. Gesamtrang im IBU-Cup 2017/18 und einer Bronzemedaille im Einzel bei der EM wurde Philipp Horn aufgrund des Sieges im Massenstart bei den Deutschen Meisterschaften 2018 in das Weltcupteam der deutschen Biathleten berufen und gab am 2. Dezember 2018 im Rahmen einer Mixed-Staffel auf der slowenischen Pokljuka sein Weltcup-Debüt. Allerdings konnte er dort keine guten Leistungen zeigen und musste deshalb zum Jahresanfang 2019 wieder in den IBU-Cup zurück wechseln. Dort gewann Horn dann im polnischen Duszniki-Zdrój sein erstes Rennen im IBU-Cup, einen Sprint. Bei der Europameisterschaft in Minsk erreichte er mit der deutschen Mixed-Staffel die Silbermedaille. In der Gesamtwertung der Saison landete er auf dem zehnten Platz.
Im Herbst 2019 qualifizierte Philipp Horn sich bei der Deutschen Meisterschaft erneut für die Weltcup-Mannschaft der deutschen Biathleten, konnte seine Leistungen im Vergleich zum Vorjahr allerdings deutlich steigern. So erreichte er in Hochfilzen seine ersten beiden Top-20-Platzierungen sowie mit der Herrenstaffel seinen ersten Podestplatz im Weltcup. Beim Heimweltcup in Oberhof landete Horn im Massenstart auf Platz sechs und damit erstmals unter den besten zehn, wodurch er die Norm des Deutschen Skiverbands für die Weltmeisterschaften in Antholz erfüllte. Bei diesen gab er sein WM-Debüt, wobei er im Sprint mit einer sehr guten Langlaufleistung auf sich aufmerksam machte und Achter wurde. Zudem gewann er mit der deutschen Herrenstaffel die Bronzemedaille, der bis dahin größte Erfolg seiner Karriere. Er beendete seine erste vollständige Weltcup-Saison auf Platz 18 der Gesamtwertung.
Bei der Sommerbiathlon-WM im gleichen Jahr gewann der gebürtige Thüringer die einzige deutsche Goldmedaille im Erwachsenenbereich. Im Supersprint kam er als Erster zwei Zehntelsekunden vor dem Schweden Sebastian Samuelsson ins Ziel.

## Privates
Im Mai 2022 heiratete Horn die Skilangläuferin Antonia Fräbel, die daraufhin seinen Nachnamen annahm.

## Statistik

### Weltcup
Die Tabelle zeigt alle Platzierungen (je nach Austragungsjahr einschließlich Olympische Spiele und Weltmeisterschaften).
- 1.–3. Platz: Anzahl der Podiumsplatzierungen
- Top 10: Anzahl der Platzierungen unter den ersten zehn (einschließlich Podium)
- Punkteränge: Anzahl der Platzierungen innerhalb der Punkteränge (einschließlich Podium und Top 10)
- Starts: Anzahl gelaufener Rennen in der jeweiligen Disziplin
- Staffel: inklusive Mixed- und Single-Mixed-Staffeln

| Platzierung               | Einzel | Sprint | Verfolgung | Massenstart | Staffel | Gesamt |
| ------------------------- | ------ | ------ | ---------- | ----------- | ------- | ------ |
| 1. Platz                  |        |        |            |             |         |        |
| 2. Platz                  |        |        |            |             | 2       | 2      |
| 3. Platz                  |        |        |            |             | 5       | 5      |
| Top 10                    |        | 2      | 1          | 1           | 11      | 15     |
| Punkteränge               | 5      | 22     | 17         | 8           | 11      | 63     |
| Starts                    | 7      | 32     | 22         | 8           | 11      | 80     |
| Stand: Saisonende 2023/24 |        |        |            |             |         |        |

### Weltmeisterschaften
|                                      | Einzelwettbewerbe | Einzelwettbewerbe | Einzelwettbewerbe | Einzelwettbewerbe | Staffelwettbewerbe | Staffelwettbewerbe | Staffelwettbewerbe |
| Einzel                               | Sprint            | Verfolgung        | Massenstart       | Männerstaffel     | Mixedstaffel       | S.-M.-Staffel      |                    |
| ------------------------------------ | ----------------- | ----------------- | ----------------- | ----------------- | ------------------ | ------------------ | ------------------ |
| Weltmeisterschaften 2020 Antholz     | 21.               | 8.                | 18.               | 24.               | 3.                 | –                  | –                  |
| Weltmeisterschaften 2024 Nové Město  | 43.               | 25.               | 17.               | –                 | –                  | –                  | –                  |
| Weltmeisterschaften 2025 Lenzerheide | 7.                | 44.               | 17.               | 13.               | 3.                 | –                  | –                  |

### Europameisterschaften
| Europameisterschaft | Europameisterschaft | Einzel | Sprint | Verfolgung | Massenstart       | Mixed-Staffel | Single-Mixed-Staffel |
| Jahr                | Ort                 | Einzel | Sprint | Verfolgung | Massenstart       | Mixed-Staffel | Single-Mixed-Staffel |
| ------------------- | ------------------- | ------ | ------ | ---------- | ----------------- | ------------- | -------------------- |
| 2016                | Tjumen              | n.a.   | 36.    | 26.        | 28.               | –             | –                    |
| 2018                | Ridnaun             | 3.     | 28.    | 22.        | nicht ausgetragen | 7.            | –                    |
| 2019                | Minsk-Raubitschy    | 8.     | 45.    | 51.        | nicht ausgetragen | 2.            | –                    |
| 2021                | Duszniki-Zdrój      | 15.    | 16.    | 35.        | nicht ausgetragen | –             | –                    |
| 2022                | Arber               | 5.     | 16.    | 11.        | nicht ausgetragen | 2.            | –                    |
| 2023                | Lenzerheide         | 28.    | 13.    | 21.        | nicht ausgetragen | –             | –                    |

### Jugendweltmeisterschaften
| Jugend-WM | Jugend-WM    | Einzel | Sprint | Verfolgung | Staffel |
| Jahr      | Ort          | Einzel | Sprint | Verfolgung | Staffel |
| --------- | ------------ | ------ | ------ | ---------- | ------- |
| 2012      | Kontiolahti  | 30.    | 70.    | –          | –       |
| 2013      | Obertilliach | 58.    | 11.    | 13.        | 2.      |